# Audioslave
Audioslave – amerykańska supergrupa hardrockowa, założona w maju 2001. 
Grupa powstała w wyniku połączenia byłego wokalisty zespołu Soundgarden Chrisa Cornella z trzonem zespołu Rage Against the Machine – Tomem Morello, Timem Commerfordem i Bradem Wilkiem.

## Historia

### Audioslave (2002)
Po ponad roku od założenia zespołu w 2002 wydana została pierwsza płyta w dorobku – Audioslave. Pierwszym singlem promującym płytę był utwór „Cochise”. Produkcją zajął się Rick Rubin, odpowiedzialny również za brzmienie płyt takich zespołów jak: System of a Down czy Rage Against the Machine. Do piosenki „Cochise” został nakręcony teledysk, którego reżyserem był Mark Romanek. Pierwsza płyta zespołu została nagrana w Los Angeles, podczas kilku zupełnie niezobowiązujących sesji nagraniowych. Część kompozycji, jeszcze przed premierą płyty, ukazała się w  internecie, ale ich ostateczna, dopracowana wersja dostępna jest tylko na płycie Audioslave. Płyta ta utrzymana jest w stylu hard rock, z wyjątkiem ballad takich jak „Like a Stone” czy „I'm the Highway”.

### Out of Exile (2005)
W trzy lata później, ukazała się kolejna płyta supergrupy, zatytułowana Out of Exile. Pierwszym promującym ją singlem był „Be Yourself”. Jeszcze w tym samym roku, ukazało się koncertowe DVD zatytułowane „Live in Cuba”, ważne ze względu na to, że był to pierwszy koncert amerykańskiego zespołu w historii Kuby. Miał on miejsce 6 maja 2005 roku w hawańskiej La Tribuna Anti-Imperialista. Był to występ darmowy i przybyło nań 70 tys. osób.

### Revelations (2006)
We wrześniu 2006 miała miejsce premiera ostatniego albumu w dorobku zespołu. Jako pierwszy singel ukazał się na rynku „Original Fire”, a następnie tytułowe „Revelations”.

### Rozpad grupy
Na początku 2006 roku zaczęły się pojawiać pogłoski o rozpadzie grupy w związku z solowym projektem Chrisa Cornella. Zespół dementował je przez cały rok, aż w końcu 15 lutego 2007 roku wokalista wygłosił oświadczenie:
Z powodu nierozwiązywalnych konfliktów osobistych jak również różnic muzycznych, opuszczam zespół Audioslave na stałe.
Jeszcze przed tym wydarzeniem ogłoszona została reaktywacja Rage Against the Machine na czas festiwalu Coachella, a po rozpadzie Audioslave pojawia się możliwość powrotu Zacka de la Rochy do zespołu na stałe.
W 2017 roku zespół reaktywował się na czas jednorazowego koncertu w ramach protestu przeciwko inauguracji Donalda Trumpa na prezydenta USA. Początkowo planowano tylko ten jeden koncert, jednak według Toma Morello muzycy zamierzali kontynuować działalność. Plany te zostały jednak ostatecznie przekreślone wraz ze śmiercią Chrisa Cornella.

## Dyskografia

### Albumy
| 2002                           | Audioslave - Data: 19 listopada 2002 - Wydawca: Epic Records  | 7 | 39 | 19 | 51 | 28 | 14 | 5 | 53 | 34 | 8 | 4 | 30 | —  | 25 | 30 | - RIAA: 3x platynowa płyta - IFPI: złota płyta |
| 2005                           | Out of Exile - Data: 23 maja 2005 - Wydawca: Interscope, Epic | 1 | 6  | 5  | 31 | 5  | 2  | 1 | 8  | 7  | 3 | 1 | 10 | 35 | 12 | 10 | - RIAA: platynowa płyta                        |
| 2006                           | Revelations - Data: 5 września 2006 - Wydawca: Epic Records   | 2 | 8  | 12 | 46 | 2  | 6  | 5 | 6  | 8  | 1 | 1 | 21 | 52 | 19 | 25 | - RIAA: złota płyta                            |
| "—" pozycja nie była notowana. |                                                               |   |    |    |    |    |    |   |    |    |   |   |    |    |    |    |                                                |

### Single
| 2002                           | „Cochise”             | 69 | —  | 24 | —  | —  | —  | —  |                     |
| 2003                           | „I Am the Highway”    | 66 | —  | —  | —  | —  | —  | 55 |                     |
| 2003                           | „Like a Stone”        | 31 | —  | —  | —  | —  | 20 | 8  | - RIAA: złota płyta |
| 2003                           | „Show Me How to Live” | 67 | —  | —  | —  | —  | —  | 12 |                     |
| 2005                           | „Be Yourself”         | 32 | 87 | 40 | 74 | 73 | 1  | 8  |                     |
| 2005                           | „Doesn't Remind Me”   | 68 | —  | —  | —  | —  | 46 | —  |                     |
| 2006                           | „Original Fire”       | 79 | —  | —  | —  | —  | —  | —  |                     |
| "—" pozycja nie była notowana. |                       |    |    |    |    |    |    |    |                     |

### Inne
| Rok  | Tytuł                                                                                   | Certyfikat              |
| ---- | --------------------------------------------------------------------------------------- | ----------------------- |
| 2005 | Live in Cuba (DVD) - Data: 11 października 2005 - Wydawca: Epic Music Video, Interscope | - RIAA: platynowa płyta |